# Saltriovenator
Saltriovenator zanellai
Genre
Espèce
Saltriovenator (signifiant « lézard de Saltrio ») est un genre fossile de dinosaures théropodes du Jurassique trouvé en 1996 à Saltrio, dans le Nord de l'Italie,.
Saltriovenator est le plus vieux dinosaure à trois doigts connu. Comme l'Allosaurus, il s'agirait d'un dinosaure carnivore d'une taille d'environ 8 m de longueur pour 4 m de haut avec une masse de 500 kg.
Une seule espèce est connue, Saltriovenator zanellai.

## Étymologie
Le nom spécifique, zanellai, a été choisi en l'honneur d'Angelo Zanella, amateur de fossiles et collaborateur du Museo di Storia Naturale di Milano, qui a découvert les restes fossiles en 1996.

## Publication originale
- (en) Cristiano Dal Sasso, Simone Maganuco et Andrea Cau, « The oldest ceratosaurian (Dinosauria: Theropoda), from the Lower Jurassic of Italy, sheds light on the evolution of the three-fingered hand of birds », PeerJ, PeerJ Publishing (d), vol. 6,‎ 19 décembre 2018, e5976 (ISSN 2167-8359, OCLC 793828439, PMID 30588396, PMCID 6304160, DOI 10.7717/PEERJ.5976).